# Bosea
Bosea es un género de plantas herbáceas perteneciente a la familia de las amarantáceas.

## Descripción
Es un género de arbustos leñosos de hoja perenne, que contiene tres especies que se encuentran geográficamente muy distantes entre sí, una en las Islas Canarias, una en Chipre y otra en el Himalaya occidental. Las especies tienen muchos tallos que crecen desde el suelo formando arbustos medios y altos, con pequeñas hojas simples, con los márgenes lisos y pequeñas flores de color blanco a verde, formando espigas ramificadas en el extremo de las ramas. Los frutos son bayas muy pequeñas, que tienen diversos usos locales en fábricas de alimentos y en la medicina tradicional.

## Cultivo
Aunque rara vez se encuentran en el cultivo, pueden cultivarse fácilmente en cualquier suelo bien drenado, a pleno sol o lugar protegido caliente en climas desde templado frío a templado. Vuelven a brotar con fuerza después de haber sido cortados y puedes crecer como una especie de planta ornamental. Fácilmente se propagan a partir de esquejes, semillas o división de la raíz.

## Taxonomía
El género fue descrito por Carlos Linneo  y publicado en Species Plantarum 1: 225. 1753. La especie tipo es: Bosea yervamora L.
Etimología
Bosea: nombre genérico dedicado a Ernst Gottlieb Bose (1723-1788), botánico alemán.

## Especies
A continuación se brinda un listado de las especies del género Bosea aceptadas hasta julio de 2011, ordenadas alfabéticamente. Para cada una se indica el nombre binomial seguido del autor, abreviado según las convenciones y usos.
- Bosea amherstiana (Moq.) Hook.f.
- Bosea cypria Boiss. ex Hook.f.
- Bosea yervamora L.